# Allghoi Khorkhoi

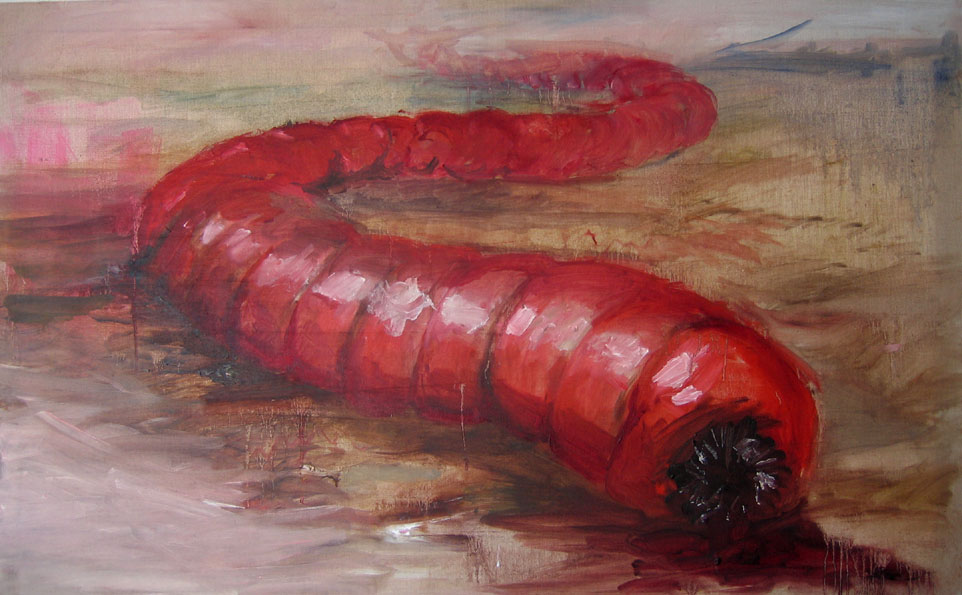
Künstlerische Darstellung

Der Allghoi Khorkhoi (mongolisch олгой-хорхой olgoi-chorchoi, deutsch ‚Darmwurm‘, auch bekannt als Mongolischer Todeswurm) ist ein Kryptid, dessen Existenz bisher unbestätigt ist.
Er soll in der Wüste Gobi unter der Erdoberfläche leben.

## Beschreibung
Laut Beschreibungen Einheimischer hat die Kreatur:
- einen wurmförmigen, weichen, dicken Körper, der zwischen 60 und 120 cm lang ist
- eine glatte, leuchtend rote Haut, die bei Gefahr Blasen bildet.

Nach Berichten von Nomaden, die rund um die Wüste Gobi leben, lebt der Allghoi Khorkhoi unter der Erde. Wird er aber von etwas angelockt – er soll auf die Farbe Gelb reagieren – bewegt er sich knapp unter der Erdoberfläche auf sein Opfer zu, streckt dann den Oberkörper an die Oberfläche und beginnt sich aufzublähen. Dadurch bilden sich viele kleine Blasen auf seiner Haut, aus denen ein Gift gespritzt wird, das so tödlich ist, dass es einen Mann und sogar ein Kamel bei bloßer Berührung sofort töten kann. Andere sprechen auch vom Tod durch elektrische Schläge.

## Schilderungen und Nachforschungen
In der ganzen Gegend um die Wüste Gobi ist die Geschichte eines kleinen Jungen bekannt, der im Freien mit einer gelben Spielzeugkiste gespielt habe, worauf ein Wurm in seine Kiste gekrochen und der Junge an einer versehentlichen Berührung mit dem Wurm gestorben sei. Die Eltern sollen den Wurm daraufhin verfolgt haben, wurden aber dabei angeblich ebenfalls von ihm getötet.
Ein westlicher Forscher, der in jüngerer Zeit dem Todeswurm nachspürte, war der tschechische Autor Ivan Mackerle, der sich bereits mit der Suche nach Nessie einen Namen gemacht hatte. Er erfuhr die Geschichten über den Allghoi Khorkhoi zufällig durch eine mongolische Studentin und machte sich auf zur Wüste Gobi, um dort weitere Nachforschungen anzustellen. Dies erwies sich aber als äußerst schwierig, da – nach seiner Darstellung – die meisten Mongolen Angst hatten, über den Todeswurm zu sprechen. Außerdem behauptet er, das damalige kommunistische Regime habe jegliche Berichte über den Allghoi Korkhoi unterdrückt. Erst 1990, nach dem Fall des Kommunismus, will Mackerle besagte Geschichten erfahren haben. Tatsache ist aber, dass die Legende vom Olgoj-Chorchoi (dies ist die über das Russische in lateinische Buchstaben vermittelte, etwas eigenwillige Transkription des mongolischen Namens für den „Todeswurm“ aus den 1950er-Jahren) keineswegs so unbekannt geblieben ist, wie es Ivan Mackerle glauben machen will. Bereits in den 40er-Jahren des zwanzigsten Jahrhunderts war sie Gegenstand einer gleichnamigen Erzählung des russischen Science-Fiction-Autors Iwan Jefremow. Jefremow, der in seinen jungen Jahren als Paläontologe selbst die Mongolei und die Gobi bereist hatte, betonte in einer späteren Stellungnahme den phantastischen Charakter der Erzählung. Es handelt sich also nicht um einen Tatsachenbericht. Er wies aber darauf hin, dass der Erzählung ein unter den Araten, also unter den nomadisierenden Viehzüchtern rund um die Wüste Gobi, verbreiteter und weithin ernst genommener Volksglaube zugrunde liegt. In den 1950er-Jahren wurde die Erzählung auch ins Deutsche übertragen und in der DDR mehrfach publiziert (s. u.). Etwas später, Anfang der 1960er Jahre, befasste sich der russische Biologe und Autor Igor Akimuschkin in dem Buch Es gibt doch Fabeltiere! ebenfalls mit diesem Thema. Auch in dem sowjetischen Science-Fiction-Klassiker der Brüder Strugazki „Atomvulkan Golkonda“ (Verlag Kultur und Fortschritt Berlin, Ausgabe 1961) findet der Olgoi-Chorchoi (im Buch so geschrieben) Erwähnung, als einer der sowjetischen Venus-Kosmonauten von einem Erlebnis erzählt, das er als Geologe in der Wüste Gobi hatte. Darin wird Jefremows Werk erwähnt und der Umstand, dass der Olgoi-Chorchoi das einzige Festland-Tier sei, „das mit Elektrizität ausgestattet ist“. Als einer der ersten Ausländer dürfte indessen der Amerikaner Roy Chapman Andrews von dem „Todeswurm“ erfahren haben. Andrews war ein Zoologe und Paläontologe, der durch die Dinosaurierausgrabungen zwischen 1920 und 1925 während der von ihm geführten Innerasienexpedition in der Wüste Gobi weltberühmt wurde. Unter anderem entdeckte man unter seiner Leitung bei Schabarach Usu (den ‚Flammenden Klippen‘) erstmals komplette Sauriergelege sowie die Überreste der später aus Jurassic Park so berühmt gewordenen Velociraptoren. Ihm wurde, wie man in seinem berühmten Expeditionsbericht nachlesen kann, der Name des Olgoj-Chorchoi als Allergorhai-horhai mitgeteilt. Auch von Roy Chapman Andrews sind Bücher auf Deutsch erschienen, so z. B. Dinosaurier in der Gobi (s. u.).

## Versuche des Existenznachweises und Einordnungsversuch
Die Existenz des Allghoi Khorkhoi ist höchst zweifelhaft, vor allem in der beschriebenen Form. Trotz des angeblich wurmförmigen Aussehens dürfte es sich, falls er wirklich existieren sollte, schwerlich um einen Wurm handeln. Im heißen, trockenen Klima der Wüste Gobi könnte ein Lebewesen, das ähnlich wie ein Wurm aufgebaut ist, niemals überleben; es würde schnell austrocknen, da Würmer keine Flüssigkeit speichern können. Wenn man den Allghoi Khorkhoi einer der Zoologie bekannten Spezies zuordnen müsste, entspräche er am ehesten der Wüstentodesotter (Acanthophis pyrrhus). Von dieser in Australien vorkommenden dicken Schlange gibt es rötliche Variationen. Sie lebt in heißen, trockenen Gebieten und besitzt ein überaus potentes Gift, das für Menschen sehr gefährlich ist, wenn es in die Blutbahn eindringt. Am wahrscheinlichsten ist deshalb: Entweder lebt in der Wüste Gobi eine bisher unentdeckte Schlangenart mit einem der Todesotter ähnlichen Erscheinungsbild, deren Gefährlichkeit durch Übertreibungen und Aberglauben aufgebauscht wurde, oder dieses Wesen muss gänzlich der Fantasie der dort ansässigen Nomaden entsprungen sein, im Versuch, unerklärliche Tode oder tabuisierte Morde zu erklären. Dass der Allghoi Khorkhoi so existiert, wie er beschrieben wird, kann zwar nicht völlig ausgeschlossen werden, ist aber in zoologischer Hinsicht äußerst unwahrscheinlich.

## Variation des Namens
Die nachstehenden Literaturverweise und Links sind nur ein Bruchteil der verfügbaren Beschreibungen. Für weitere Recherchen muss man berücksichtigen, dass der Name des „Todeswurmes“ von verschiedenen Autoren auf sehr unterschiedliche Weise transkribiert wird. Neben der als Bezeichnung des vorliegenden Artikels benutzten Schreibweise findet man unter anderem:
- Олгой-Хорхой (mongolisch)
- Olgoj-Chorchoi
- Olgoi-Khorkhoi
- Allergorhai-horhai (am., s. o.)
- olgoj chorchoj (tschech.)
- olgoï-khorkhoï (franz.)
- Олгой-Хорхой (russ.)
- Olgoi-jorjoi (span.)

Es ist sehr wahrscheinlich, dass weitere Schreibweisen existieren. Mit den Buchstabenkombinationen Ch bzw. Kh ist hier der deutsche Ach-Laut gemeint.